# Найшвидші в світі
«Найшвидші в світі» (груз. «ყველაზე სწრაფები მსოფლიოში») — радянський художній фільм 1985 року, знятий на кіностудії «Грузія-фільм».

## Сюжет
Збірник коротких гумористичних історій. Заснований на анекдотах, пов'язаних з властивостями і звичаями народностей, що населяють Грузію, і в першу чергу жителів району Рача. Рача знаходиться в центральній Грузії, на заході вона відокремлена від Імеретії Рачинським хребтом, на сході від Картлі Ліхським хребтом і на півночі впирається в відроги Великого Кавказького хребта, найбільші міста Оні і Амбролаурі. В Грузії назва Рачинець сприймається, як синонім слову тугодум. Рачинець, як правило незворушний і добродушний, але щоб він почав щось робити повинно пройти багато часу, його прямою протилежністю є Гурієць, енергійний, як на шарнірах, він діє набагато швидше, ніж думає. Мегрели (мінгрел) хитрий і злодійкуватий, сван тупуватий, але войовничий і так далі. Режисер вміло і добро демонструє ці кліше, в результаті фільм проглядається на одному диханні, хоча людині незнайомій з вищевикладеними нюансами він може здатися смішним, але незрозумілим, тим більше, що переклад краде величезну кількість нюансів в побудові фраз, містечкових акцентів і манери розмови.

## У ролях
- Рамаз Гіоргобіані — ведучий
- Зураб Капіанідзе — Маркоз
- Гіві Берікашвілі — Романоз
- Тристан Саралідзе — Бікентій
- Шота Схиртладзе — Датуніка
- Аміран Буадзе — Абібо
- Заза Кашибадзе — Апрасіон
- Нестан Шарія — Деспіне
- Гурам Пірцхалава — Христофор Колумб/суддя
- Марина Кахіані — цариця
- Заза Колелішвілі — цар, міліціонер
- Бердія Інцкірвелі — мореплавець з команди Колумба
- Акакій Хідашелі — пасажир поїзду
- Джемал Гаганідзе — кахетинець, пасажир поїзду
- Зураб Стуруа — імеретинець, пасажир поїзду
- Отар Зауташвілі — розбійник

## Знімальна група
- Режисер-постановник: Гія Матарадзе
- Автори сценарію: Аміран Чичинадзе, Гія Матарадзе
- Оператор: Лері Мачаїдзе
- Художник-постановник: Георгій Мікеладзе
- Композитор: Гомар Сихарулідзе